# Штреб, Йозеф
Йозеф Штре́б (нем. Josef Streb; 16 апреля 1912 — 22 августа 1986, Мюнхен) — немецкий футболист, нападающий. Бронзовый призёр чемпионата мира 1934 года.

## Биография

### Игровая карьера
Всю футбольную карьеру, насчитывающую 13 сезонов, играл за мюнхенский «Ваккер». Завершил игровую карьеру в 1945 году.
В составе сборной Германии принимал участие на чемпионате мира 1934 года, но на том турнире был запасным и на поле не выходил. Он никогда не играл за сборную Германии.

### Смерть
Скончался 22 августа 1986 года в Мюнхене в возрасте 74 лет.